# Мордва (деревня)
Мордва́ (тат. Мордыбый) — деревня Агрызского района Республики Татарстан. Входит в состав Терсинского сельского поселения.

## Этимология
Топоним произошёл от антропонима татарского происхождения «Мордыбый».

## Географическое положение
Деревня находится в Восточном Предкамье, на пересечении речки Чаж и автодороги 16К-0005 «Агрыз — Красный Бор». Расположена в 3 км к северо-востоку от центра поселения, ближайшего населённого пункта, села Терси. Расстояние до районного центра, города Агрыза составляет по автодороге 23 км (20 км по прямой) на северо-восток.
Географические координаты деревни: 56°20′53″ с. ш. 52°55′14″ в. д.

### Часовой пояс
Деревня Мордва, как и весь Татарстан, находится в часовой зоне МСК (московское время). Смещение применяемого времени относительно UTC составляет +3:00.

## История
Деревня основана в XVII веке. Первоначально принадлежала татарским помещикам Яушевым, с 1730-х годов – мурзам Тевкелевым.
По II ревизии 1748 года в деревне Мордва по речке Чаж, бригадира Алексея Телепнева, относящейся к Помещичьим вотчинам Арской дороги Казанского уезда Казанской провинции Казанской губернии, числилось 26 ревизских душ помещичьих татар. В XVIII столетии жители участвовали в Терсинских восстаниях.
В «Списке населённых мест Российской империи», изданном в 1876 году, населённый пункт упомянут как владельческая деревня Мордва 2-го стана Елабужского уезда Вятской губернии, при речке Чаже, расположенная в 85 верстах от уездного города Елабуга. В деревне насчитывалось 32 двора и проживало 206 человек (97 мужчин и 109 женщин), имелась мечеть.
В 1887 году в сельце Мордва Мордвинского сельского общества Терсинской волости проживал 321 бывший помещичьий крестьянин из татар (159 мужчин, 162 женщины) в 54 дворах. Земельный надел общины составлял 392 десятины земли (в том числе 17 десятин усадебной), у жителей имелось 139 лошадей, 99 коров и 303 единицы мелкого скота (овец, свиней и коз). 55 человек занимались местными промыслами (в том числе 7 плотников, также занимались кузнечным промыслом и изготовлением корзин), 29 — отхожими промыслами (из них 10 извозчиков) в основном в своём уезде. Было 3 грамотных и 2 учащихся, действовали мечеть и татарское училище. В 1905 году в сельце Ильинской волости проживало 412 человек (207 мужчин, 205 женщин) в 60 дворах.
По историческим документам, деревня относилась к Зюрейской дороге Казанского царства, Арской дороге Казанской губернии, позже входила во 2-й стан, Терсинскую волость, Ильинскую волость Елабужского уезда.
Перед 1919 годом село входило в Сарсак-Омгинскую волость Елабужского уезда Вятской, с 1919 года — Казанской, с 1920 года — Вятской губерний.
С июня 1921 года деревня в составе Елабужского, с декабря 1921 года — в составе Агрызского кантона ТАССР, с 1924 — в составе Елабужского кантона, с 1927 года — в Агрызском районе (с 1 февраля 1963 года по 4 марта 1964 года — в Елабужском сельском районе). В 1948 году — в Терсинском сельсовете.

## Население
По переписи 2010 года в деревне проживало 150 человек (70 мужчин, 80 женщин).
| 1859 | 1887 | 1905 | 1920 | 1926 | 1938 | 1958 | 1970 | 1989 | 2002 | 2010 | 2015 |
| ---- | ---- | ---- | ---- | ---- | ---- | ---- | ---- | ---- | ---- | ---- | ---- |
| 204  | 321  | 412  | 539  | 474  | 425  | 251  | 174  | 148  | 141  | 150  | 149  |

Национальный состав
Согласно результатам переписи 2002 года, в национальной структуре населения татары составили 98 %.

## Инфраструктура
Имеются ФАП, магазин; к северо-западу от деревни находится кладбище.

### Улицы
В деревне три улицы — Колхозная, Песочная и Центральная.

## Религиозные объекты
В деревне действует мечеть.